# 油气储运工程专业
油气储运工程，是中华人民共和国高校所设置的一个工科类专业，主要培养石油仓储运输方面的专业人才，是化工、贸易、工程和管理等领域的交叉学科。该专业分本科和硕士两个层次。

## 课程设置
除国家统一的高校政治性课程外，油气储运工程专业主要课程有以下三类：
- 基础课程：高等数学、大学物理、基础化学、有机化学、计算机、英语、体育等；
- 专业课程：物理化学、化工原理、工程制图、机械设计、化工自动化、油库设计与管理、油气集输、油库防腐、管路设计于运行工艺等；
- 实践课程：工程制造训练、专业实习、毕业论文等。

## 專業分佈
此專業分佈在华东理工大学、中国石油大学、西安石油大学、中国地质大学、常州大学、吉林大学等學校。